# John Iliffe
John Iliffe (* 1. Mai 1939) ist ein britischer Historiker. Er ist Professor für Geschichte Afrikas an der University of Cambridge.

## Leben
Iliffe besuchte das private Internat Framlingham College, wo er 1957 Kapitän des Cricketteams war. Er studierte von 1961 bis 1963 am Makerere College in Kampala, Uganda. Er promovierte 1965 an der Universität Cambridge mit einer Arbeit über Tanganjika als Teil Deutsch-Ostafrikas während der Amtszeit des Gouverneurs Albrecht von Rechenberg (1906–1911). Von 1965 bis 1970 war er Dozent (Reader) der Abteilung für Geschichte an der University of Dar es Salaam in Tansania und ab 1971 deren Leiter.
Von 1971 bis 1980 war Iliffe stellvertretender Direktor des Forschungsbereichs Geschichte an der University of Cambridge. In dieser Zeit forschte er 1978 auch an der Bayero University in Kano in Nigeria. 1982 war er Gastprofessor für Geschichte am Chancellor College der University of Malawi. Seit 1996 ist er Mitglied der Academia Europaea.
Iliffe ist seit 1990 Professor für Moderne Afrikanische Geschichte an der University of Cambridge. Er lehrt und forscht dort am St. John’s College. Er ist bekannt für seine Arbeiten über die koloniale und postkoloniale Geschichte Ostafrikas. Darüber hinaus verfasste er umfassende Darstellungen der Geschichte ganz Afrikas sowie einzelner Staaten Afrikas.

## Veröffentlichungen (Auswahl)
- Obasanjo, Nigeria and the World. Verlag James Currey, Woodbridge, Surrey (England) 2011, ISBN 978-1-84701-027-8.
- Tanganyika under German Rule, 1905–1912. 2. Aufl. Cambridge University Press, Cambridge 2008, ISBN 978-0-521-05371-6.
- The African AIDS Epidemic. A History. Verlag James Curry, Woodbridge, Surrey (England) 2006, ISBN 0-85255-890-2.
- Honour in African History. Cambridge University Press, Cambridge 2004, ISBN 978-0-521-54685-0.
- East African Doctors. A History of the Modern Profession. Cambridge University Press, Cambridge 1998, ISBN 0-521-63272-2.
- Africans. The History of a Continent. 2. Aufl. Cambridge University Press, Cambridge 1995, ISBN 0-521-86438-0.
  - deutsch: Geschichte Afrikas. 2. Aufl. C. H. Beck, München 2000, ISBN 3-406-46309-6.
- The African Poor. A History. Cambridge University Press, Cambridge 1987, ISBN 0-521-34877-3.
- The Emergence of African Capitalism. The Anstey Memorial Lectures in the University of Kent, at Canterbury, 10–14 May 1982, University of Minnesota Press, Minneapolis, Minnesota, USA 1982, ISBN 0-8166-1237-4 (paperback).
- A Modern History of Tanganyika. Cambridge University Press, Cambridge 1969; digitally printed version 2008, ISBN 978-0-521-10052-6 (paperback).
- mit G. C.K. Gwassa: Records of the Maji Maji Rising, East African Publishing House, Nairobi, Kenya.